# جک کارتر (کمدین)
جک کارتر (انگلیسی: Jack Carter؛ زادهٔ ۲۴ ژوئن ۱۹۲۳ – مرگ ۲۸ ژوئن ۲۰۱۵) یک هنرپیشه، کمدین و مجری اهل ایالات متحده آمریکا بود. وی از سال ۱۹۴۲ میلادی تا سال ۲۰۱۵ مشغول فعالیت بود.

## گزیده فیلمشناسی
از فیلم‌ها یا برنامه‌های تلویزیونی که وی در آن نقش داشته‌است می‌توان به آثار زیر اشاره کرد.
- دریانورد استثنایی (۱۹۶۹)
- تمساح (فیلم) (۱۹۸۰)
- تاریخ جهان، قسمت ۱ (۱۹۸۱)
- آرنا (فیلم ۱۹۸۹) (۱۹۸۹)
- تا مغز استخوان مبارزه کن (۱۹۹۹)
- باک هورد بلندمرتبه (۲۰۰۸)